# Ahmed Bey
Ahmed Bey ben Mohamed Chérif (arabo الحاج أحمد باي, anche Ahmed Bey o Hadj Ahmed Bey; Costantina, 1784 – Algeri, 30 agosto 1851) è stato l'ultimo governatore ottomano (Bey) di Costantina, in carica dal 1826 al 1848.
Successore di Mohamed Menamenni Bey ben Khan, come capo di stato guidò la popolazione locale ad una fiera resistenza contro le forze occupanti francesi. Nel 1837 il territorio venne conquistato dai francesi ma poté rimanere al proprio incarico sino al 1848 quando la regione divenne parte della colonia di Algeri ed il Bey venne definitivamente deposto.

## Biografia
Ahmed Bey nacque kouloughli, cioè di padre turco e di madre araba. Appena diciottenne, il bey Abd Allah gli concesse il titolo di Caïd di el Aouassi (Capo delle tribù di Harakta). A seguito del terremoto nella regione di Blida, il dey lo nominò a Hunah el Kadous, attorno Algeri, oltre a Ouled Baba. Ahmed Bey si dedicò dunque alle proprie passioni, dalla caccia ai cavalli. Di volta in volta prese parte a diversi spedizioni per proteggere le truppe ottomane, impegnate militarmente contro le tribù ostili Kabyle come i Beni Menad ed i Beni Djenad. Durante il suo pellegrinaggio alla Mecca che perdurò per quindici mesi, dall'Egitto incontrò molti personaggi importanti tra cui Muhammad Ali Pasha, suo figlio Ibrahim Pasha e Toussoun Pasha.
Nominato bey di Costantina nel 1826, modernizzò la sua parte di paese concentrandosi sull'esercito. Guidò la resistenza algerina contro le forze d'occupazione francesi nell'Algeria orientale con l'aiuto di Hussein Pasha e, dopo la conquista di Algeri, si ritirò nella sua provincia di Costantina. Nel 1832 incaricò il suo luogotenente Ben Aïssa di prendersi cura della popolazione di Annaba. Organizzò la difesa di Costantina e guidò personalmente diverse battaglie contro i francesi.
Nel gennaio del 1834, il Bey di Costantina Hadj Ahmed Bey ed i capi delle tribù costantiniane inviarono delle rimostranze formali al parlamento inglese alla ricerca di aiuto contro le forze francesi.
Ottenne il suo primo successo nel 1836 contro il maresciallo Bertrand Clausel. Quando Costantina venne assediata dai francesi nel 1837, Ahmed Bey cercò di sfuggire e organizzò la resistenza nei Monti Aurès. Nel 1842, radunò la tribù di Ouled Nasser, nella speranza di ottenere l'appoggio dei Kabyles, avvicinandosi al campo di Ain Roumel. Il 25 agosto 1842 il generale francese Jean-René Sillègue entrò nelle terre degli Amouchas, ed i Kabyles non riuscirono a fermarlo. Il 10 settembre di quello stesso anno, il generale sconfisse la cavalleria di Hadj Ahmed Bey ai piedi del Djbel Bou Taleb, e riuscì a distruggerne l'influenza sulle tribù del Tell.
Ahmed morì il 30 agosto 1851, a 65 anni di età. Secondo le sue volontà, venne sepolto ad Algeri nella moschea di Sidi Abder Rahman of Algiers nel Bab El Oued. Il suo mausoleo di marmo è ancora oggi sormontato da un caratteristico turbante.